# SCSI箱體服務
SCSI箱體服務（SCSI Enclosure Services，簡稱SES）是現時大多數的外接盒（enclosure）、伺服器主機或電腦主機所支援的硬體控制命令服務。透過SCSI箱體服務，SCSI主機端可以透過SCSI命令去存取外接盒內的電源、冷卻裝置與其他跟資料傳輸無關的東西。